# Janowice (powiat sandomierski)
Janowice – wieś w Polsce położona w województwie świętokrzyskim, w powiecie sandomierskim, w gminie Samborzec.
| SIMC    | Nazwa            | Rodzaj                          |
| ------- | ---------------- | ------------------------------- |
| 0806810 | Janowice-Kolonia | część wsi                       |
| 0806826 | Pod Figurą       | część wsi (zniesiona w 2023 r.) |

W latach 1975–1998 miejscowość należała administracyjnie do województwa tarnobrzeskiego.
Przez wieś przechodzi  czerwony szlak turystyczny z Gołoszyc do Piotrowic.
Miejsce urodzenia gen. dyw. Adama Rębacza.
We wsi znajduje się jednostka Ochotniczej Straży Pożarnej, której prezesem jest Tomasz Mikus.

## Demografia
Współczesna struktura demograficzna wsi Janowice na podstawie danych z lat 1995–2009 według roczników GUS-u, z prezentacją danych z 2002 r.:
| WYSZCZEGÓLNIENIE | WYSZCZEGÓLNIENIE | WYSZCZEGÓLNIENIE | WYSZCZEGÓLNIENIE | WYSZCZEGÓLNIENIE | J. m.       | POPULACJA MIESZKAŃCÓW (w przedziałach wiekowych w 2002 roku) | POPULACJA MIESZKAŃCÓW (w przedziałach wiekowych w 2002 roku) | POPULACJA MIESZKAŃCÓW (w przedziałach wiekowych w 2002 roku) | POPULACJA MIESZKAŃCÓW (w przedziałach wiekowych w 2002 roku) | POPULACJA MIESZKAŃCÓW (w przedziałach wiekowych w 2002 roku) | POPULACJA MIESZKAŃCÓW (w przedziałach wiekowych w 2002 roku) | POPULACJA MIESZKAŃCÓW (w przedziałach wiekowych w 2002 roku) | POPULACJA MIESZKAŃCÓW (w przedziałach wiekowych w 2002 roku) | POPULACJA MIESZKAŃCÓW (w przedziałach wiekowych w 2002 roku) | POPULACJA MIESZKAŃCÓW (w przedziałach wiekowych w 2002 roku) |
| WYSZCZEGÓLNIENIE | WYSZCZEGÓLNIENIE | WYSZCZEGÓLNIENIE | WYSZCZEGÓLNIENIE | WYSZCZEGÓLNIENIE | J. m.       | OGÓŁEM                                                       | 0-9                                                          | 10-19                                                        | 20-29                                                        | 30-39                                                        | 40-49                                                        | 50-59                                                        | 60-69                                                        | 70-79                                                        | 80+                                                          |
| ---------------- | ---------------- | ---------------- | ---------------- | ---------------- | ----------- | ------------------------------------------------------------ | ------------------------------------------------------------ | ------------------------------------------------------------ | ------------------------------------------------------------ | ------------------------------------------------------------ | ------------------------------------------------------------ | ------------------------------------------------------------ | ------------------------------------------------------------ | ------------------------------------------------------------ | ------------------------------------------------------------ |
| I.               | OGÓŁEM           | OGÓŁEM           | OGÓŁEM           | OGÓŁEM           | os.         | 493                                                          | 45                                                           | 83                                                           | 84                                                           | 38                                                           | 73                                                           | 48                                                           | 43                                                           | 58                                                           | 21                                                           |
| I.               | –                | odsetek          | odsetek          | odsetek          | %           | 100                                                          | 9,1                                                          | 16,8                                                         | 17,1                                                         | 7,7                                                          | 14,8                                                         | 9,7                                                          | 8,7                                                          | 11,8                                                         | 4,3                                                          |
| I.               | 1.               | WEDŁUG PŁCI      | WEDŁUG PŁCI      | WEDŁUG PŁCI      | WEDŁUG PŁCI | WEDŁUG PŁCI                                                  | WEDŁUG PŁCI                                                  | WEDŁUG PŁCI                                                  | WEDŁUG PŁCI                                                  | WEDŁUG PŁCI                                                  | WEDŁUG PŁCI                                                  | WEDŁUG PŁCI                                                  | WEDŁUG PŁCI                                                  | WEDŁUG PŁCI                                                  | WEDŁUG PŁCI                                                  |
| I.               | 1.               | A.               | Mężczyzn         | Mężczyzn         | os.         | 241                                                          | 27                                                           | 39                                                           | 40                                                           | 21                                                           | 41                                                           | 21                                                           | 23                                                           | 22                                                           | 7                                                            |
| I.               | 1.               | A.               | –                | odsetek          | %           | 49                                                           | 5,5                                                          | 7,9                                                          | 8,1                                                          | 4,3                                                          | 8,3                                                          | 4,3                                                          | 4,7                                                          | 4,5                                                          | 1,4                                                          |
| I.               | 1.               | B.               | Kobiet           | Kobiet           | os.         | 252                                                          | 18                                                           | 44                                                           | 44                                                           | 17                                                           | 32                                                           | 27                                                           | 20                                                           | 36                                                           | 14                                                           |
| I.               | 1.               | B.               | –                | odsetek          | %           | 51                                                           | 3,7                                                          | 8,9                                                          | 8,9                                                          | 5,2                                                          | 3,4                                                          | 6,5                                                          | 5,5                                                          | 4,1                                                          | 2,8                                                          |

| I. | OGÓŁEM | OGÓŁEM  | OGÓŁEM            | OGÓŁEM            | OGÓŁEM            | os.     | 493     | 241     | 252     |         |         |         |         |         |         |         |         |         |         |         |
| I. | –      | odsetek | odsetek           | odsetek           | odsetek           | %       | 100     | 49      | 51      |         |         |         |         |         |         |         |         |         |         |         |
| I. | 1.     | W WIEKU | W WIEKU           | W WIEKU           | W WIEKU           | W WIEKU | W WIEKU | W WIEKU | W WIEKU | W WIEKU | W WIEKU | W WIEKU | W WIEKU | W WIEKU | W WIEKU | W WIEKU | W WIEKU | W WIEKU | W WIEKU | W WIEKU |
| I. | 1.     | A.      | Przedprodukcyjnym | Przedprodukcyjnym | Przedprodukcyjnym | os.     | 110     | 59      | 51      |         |         |         |         |         |         |         |         |         |         |         |
| I. | 1.     | A.      | –                 | odsetek           | odsetek           | %       | 22,3    | 12      | 10,3    |         |         |         |         |         |         |         |         |         |         |         |
| I. | 1.     | B.      | Produkcyjnym      | Produkcyjnym      | Produkcyjnym      | os.     | 276     | 145     | 131     |         |         |         |         |         |         |         |         |         |         |         |
| I. | 1.     | B.      | –                 | odsetek           | odsetek           | %       | 56      | 29,4    | 26,6    |         |         |         |         |         |         |         |         |         |         |         |
| I. | 1.     | B.      | a.                | mobilnym          | mobilnym          | os.     | 168     | 84      | 84      |         |         |         |         |         |         |         |         |         |         |         |
| I. | 1.     | B.      | a.                | –                 | odsetek           | %       | 34      | 17      | 17      |         |         |         |         |         |         |         |         |         |         |         |
| I. | 1.     | B.      | b.                | niemobilnym       | niemobilnym       | os.     | 108     | 61      | 47      |         |         |         |         |         |         |         |         |         |         |         |
| I. | 1.     | B.      | b.                | –                 | odsetek           | %       | 22      | 12,4    | 9,6     |         |         |         |         |         |         |         |         |         |         |         |
| I. | 1.     | C.      | Poprodukcyjnym    | Poprodukcyjnym    | Poprodukcyjnym    | os.     | 107     | 37      | 70      |         |         |         |         |         |         |         |         |         |         |         |
| I. | 1.     | C.      | –                 | odsetek           | odsetek           | %       | 21,7    | 7,5     | 14,2    |         |         |         |         |         |         |         |         |         |         |         |

## Zabytki

### Obiekty wpisane do rejestru zabytków
Park dworski z XIX w., wpisany do rejestru zabytków nieruchomych (nr rej.: A.713 z 20.12.1957).

### Figury przydrożne
We wsi znajdują się trzy figury z końca XIX i początku XX wieku:
- Figura Matki Boskiej Niepokalanego Poczęcia

Umieszczona na niedużym kopcu w pobliżu wejścia do szkoły. Jest to kamienna figura, zwrócona tyłem do drogi. Została ufundowana przez Zofię Rupniowską, właścicielkę majątku ziemskiego w Janowicach (dwór znajdował się w miejscu gdzie obecnie jest szkoła). Figura została wybudowana w związku ze śmiercią męża fundatorki. Na jej frontowej ścianie został umieszczony napis: O Maryjo! Bez grzechu poczęta Módl się za nami Do Ciebie się uciekamy 1928 r.
- Figura Uwłaszczeniowa

Położona w środku wsi przy placu, gdzie krzyżują się lokalne drogi. Jest to tzw. dziękczynna figura pouwłaszczeniowa. Została ufundowana przez chłopów po powstaniu styczniowym, z inspiracji władz zaborczych, jak wyraz wdzięczności cesarzowi Aleksandrowi II za dekret uwłaszczeniowy. Na frontowej ścianie znajduje się płaskorzeźba przedstawiająca klęczącego chłopa, a na krzyżu znajduje się rzeźba ukrzyżowanego Jezusa Chrystusa. Na figurze znajduje się inskrypcja: 1882 r. wieś Janowice.
- Krzyż kamienny

Położona poza główną zabudową wsi przy drodze do Chobrzan. Znajduje się na niskim wzniesieniu o wydłużonym kształcie, które według lokalnej tradycji jest mogiłą choleryczną. Na frontowej ścianie, w niszy znajduje się wyrzeźbiona realistycznie figura Matki Boskiej Niepokalanego Poczęcia. Na tylnej ścianie widoczny jest napis fundacyjny: Wincenty i Anna Sarakowie 1908.

## Dawne części wsi – obiekty fizjograficzne
W latach 70. XX wieku przyporządkowano i opracowano spis lokalnych części integralnych dla Janowic zawarty w tabeli 1.
| Nazwa wsi – miasta   | Nazwy części wsi – miasta                | Nazwy obiektów fizjograficznych – charakter obiektu |
| -------------------- | ---------------------------------------- | --- |
| I. Gromada CHOBRZANY |                                          | |
| 1. Janowice          | 1. Fiedkowice 2. Matysówka 3. Pod Figurą | 1. Gajowiny – pole 2. Góry – pole 3. Hektary – pole 4. Krzywda – pole 5. Łany – pole 6. Niwki – pole 7. Piaski – pole 8. Półanki – pole 9. Przymiarki – pole 10. Pustki – pole 11. Rudki – pole, łąka 12. Zastodole – pole |